# 大西弘祐
大西 弘祐（おおにし こうすけ、1991年5月7日 - ）は、日本の男性声優。埼玉県出身。アーツビジョン所属。

## 略歴
ゲーム『テイルズ オブ シンフォニア』で職業としての声優に憧れるきっかけとなった。
日本ナレーション演技研究所卒業。

## 人物
趣味・特技は駄洒落、歌唱。

## 出演
太字はメインキャラクター。

### テレビアニメ
2012年
- エリアの騎士（帝都大付属3番）
- 絶園のテンペスト（部下）

2013年
- 惡の華

2014年
- 咲-Saki- 全国編（記者）
- とある飛空士への恋歌（一般兵、参謀B、参謀）
- ソードアート・オンラインII（プレイヤー）

2015年
- 青春×機関銃（サバゲーマー、プレイヤー）
- モンスター娘のいる日常（ヤンキー仲間）

2016年
- ジョーカー・ゲーム（宮田仲照伍長）
- 学戦都市アスタリスク（マフィアC、部下C）
- 甲鉄城のカバネリ（雅客、ムガラ）
- 坂本ですが?（チンピラ）
- 不機嫌なモノノケ庵（サラリーマン）
- パズドラクロス（2016年 - 2017年、SDF砲手、レフリー）
- ベルセルク（2016年 - 2017年、騎士団員、クシャーン兵、ヨアヒム、邪教徒、兵士の霊魂 他） - 2シリーズ
- バトルスピリッツ ダブルドライブ（町民C）
- はんだくん（刈上）
- 食戟のソーマ 弐ノ皿（男子A）
- ガーリッシュナンバー（りゅーりゅー音楽P、ファンB、客引き、釣り掘店員）

2017年
- Spiritpact
- ソード・オラトリア ダンジョンに出会いを求めるのは間違っているだろうか外伝（団員）
- ツインエンジェルBREAK（アリ戦闘員）
- ひとりじめマイヒーロー（不良〈ホスト〉）
- 魔法陣グルグル（魔王歌唱）
- セントールの悩み（編集者、長耳人）

2018年
- 魔法使いの嫁（2018年 - 2023年、バイヤー、隣人の男性、ヨセフの村の人々、マーティン、転変した魔術師 他） - 3シリーズ
- 弱虫ペダル GLORY LINE（観客）
- citrus（男性）
- ドラえもん（テレビ朝日版第2期）（2018年 - 2025年、侍B、オウム、無法者③）
- Butlers〜千年百年物語〜（野球部員、教師、男子生徒）
- レイトン ミステリー探偵社 〜カトリーのナゾトキファイル〜（男）
- バキ（アナウンサー）
- 夢王国と眠れる100人の王子様（海賊1）
- つくもがみ貸します（お客、役員、梅島屋番頭、黄君）
- 逆転裁判 〜その「真実」、異議あり!〜（岡高夫）
- CONCEPTION（親方、男たち、ヒロシ、店員）
- ゴールデンカムイ（看守たち）

2019年
- ドメスティックな彼女（若衆A）
- ブギーポップは笑わない（見物客）
- FAIRY TAIL（ナインハルト）
- 群青のマグメル（探検家の男、局員、秘書、男、トラック運転手 他）
- ONE PIECE（2019年 - 2020年、男、炭酸兵、部下、力士、ゾンビ 他）
- どろろ（醍醐兵）
- ヴィンランド・サガ（アシェラッド傭兵団員、イングランド兵、ジャバザ軍通訳、イングランド軍兵士、トルケル隊ヴァイキング）
- 炎炎ノ消防隊（第7隊員、住民）

2020年
- 名探偵コナン（2020年 - 2025年、刑事、元同僚）
- キングダム（2020年 - 2024年、楚の騎兵、陸仙、万剛、張迅、彭英、黄丙 他） - 3シリーズ
- 神之塔 -Tower of God-（リロン3）
- アルテ（徒弟）
- アサティール 未来の昔ばなし（町人、旅人、使用人）
- THE GOD OF HIGH SCHOOL ゴッド・オブ・ハイスクール（店長、YES MAN、不良、参列者、観客 他）
- NOBLESSE -ノブレス-（M-21）
- ツキウタ。 THE ANIMATION2（医師、石原）

2021年
- はたらく細胞!!（腸管上皮細胞1）
- 聖女の魔力は万能です（青年士官、シェフ、兵士、文官、薬師）
- パズドラ（井之頭さん）
- ましろのおと（荒川友人男子、藤原二郎）
- 最果てのパラディン（2021年 - 2022年、村人、騎士、冒険者）

2022年
- 平家物語（平家の兵1）
- ブラック★★ロックシューター DAWN FALL（平和構築軍兵士）
- 虫かぶり姫（市場の男）
- 悪役令嬢なのでラスボスを飼ってみました（参加者）
- チェンソーマン（子分C）

2023年
- 英雄王、武を極めるため転生す 〜そして、世界最強の見習い騎士♀〜（騎士）
- とんでもスキルで異世界放浪メシ（兵士B、街の人、冒険者C、コボルト、盗賊A 他）
- 王様ランキング 勇気の宝箱（兵士）
- 女神のカフェテラス（魚屋のつれ）
- とあるおっさんのVRMMO活動記（ウォードの手下）
- ティアムーン帝国物語〜断頭台から始まる、姫の転生逆転ストーリー〜（兵士、生徒、審判、男）
- 君のことが大大大大大好きな100人の彼女（警備員）

2024年
- ヴァンパイア男子寮（参列者E）
- ハイガクラ（龍士、島民、子供、歌士、兵士）
- 鴨乃橋ロンの禁断推理（樋口）

2025年
- わたしの幸せな結婚
- 青のミブロ（参列者）
- 履いてください、鷹峰さん（男性C、大学スタッフA）

### 劇場アニメ
- 屍者の帝国（2015年）
- 甲鉄城のカバネリ 海門決戦（2019年、玄路兵、雅客）
- 映画 妖怪学園Y 猫はHEROになれるか（2019年）
- 劇場版 呪術廻戦 0（2021年、通行人）

### Webアニメ
- ソードガイ The Animation（2018年、倉田）
- 日本沈没2020（2020年、アナウンスA）
- スプリガン（2022年、研究員B）
- BASTARD!! -暗黒の破壊神-（2022年、魔兵、騎士団員、忍者、騎士）
- モンスターストライク エル 堕天の覚醒（2024年、隊員）

### ゲーム
2011年
- AQUAPAZZA -AQUAPLUS DREAM MATCH- ※アーケードゲーム

2012年
- AQUAPAZZA ※PlayStation 3

2013年
- ティアーズ・トゥ・ティアラII 覇王の末裔

2014年
- コアマスターズ（伝説の釣り人バイロン）
- 真・三國無双7 Empires（純粋3、冷静3）

2015年
- 激突!ブレイク学園（布袋護、イージス漢・布袋護）
- タワー オブ プリンセス（ローラント）

2017年
- ゼルダの伝説 ブレス オブ ザ ワイルド（シド）

2018年
- アルテイルクロニクル（マモン）

2020年
- OCTOPATH TRAVELER 大陸の覇者
- ゼルダ無双 厄災の黙示録（シド王子）

2021年
- WAR OF THE VISIONS ファイナルファンタジー ブレイブエクスヴィアス 幻影戦争（ヴェルリック）
- ドラゴンクエストX いばらの巫女と滅びの神 オンライン（オレガノ、ケペシュ）

2022年
- SDガンダム バトルアライアンス（デラーズ・フリート兵A、OZ指揮官、マグアナック隊員A、友軍一般兵A）

2023年
- ゼルダの伝説 ティアーズ オブ ザ キングダム（シド）
- アーマード・コアVI ファイアーズオブルビコン
- 信長の野望 出陣（石田三成、黒田官兵衛、山県昌景）

2024年
- FAIRY TAIL 2（ナインハルト）

### ドラマCD
- 双子の魔法使いリコとグリ スィートドラマ2（実行委員長[30]）

### デジタルコミック
- 愛想が尽きない（2023年、桐島の上司、同級生2．高校生2）[31]

### 吹き替え

#### 映画
- アフター
- サウスポー
- ザ・ゲスト
- 静かなる男（フェイ）
- シャドウハンター（マグナス・ベイン〈高以翔〉）
- スリープ・ウィズ・ヴァンパイア（ダン）
- ビースト・オブ・ノー・ネーション
- ペンタゴン・ペーパーズ/最高機密文書（マイケル）

#### ドラマ
- アンフォゲッタブル 完全記憶捜査
- GIRLS/ガールズ4
- KILLJOYS/銀河の賞金ハンター
- サム&キャット2
- ジェシー!
- シャドウハンター:The Mortal Instruments（マグナス・ベイン〈ハリー・シャム・ジュニア〉）
- スクール・オブ・ロック（2018年、フレディ〈一時代役〉）
- セルフリッジ 英国百貨店2（ゴードン）
- TWO WEEKS（イルド）
- ハンク ‐ちょっと特別なボクの日常‐（ゴードン）
- 火の女神ジョンイ（信城君、ケトン）
- フランケンシュタイン・クロニクル（ダニエル・ハーヴェイ〈エド・ストッパード〉）
- ミス・マープル
- レッド・オークス

#### アニメ
- 龍族 -The Blazing Dawn-（2024年、学生）

### ナレーション
- ドラゴンボール ディスクロス PV
- サンヨー食品 ポケモンヌードルCM 伝説のポケモン篇

### ボイスオーバー
- 陽気にチーズ!チーズ!チーズ!（WOWOW）
- 旅とチーズ!チーズ!チーズ!（WOWOW）

### オーディオブック
- 孫社長のむちゃぶりをすべて解決してきた すごいPDCA　終わらない仕事がすっきり片づく超スピード仕事術（2019年、朗読）
- 1日36万円のかばん持ち 三流が一流に変わる40の心得（2020年、朗読）
- 数字は人格 できる人はどんな数字を見て、どこまで数字で判断しているか（2020年、朗読）
- ひと（2020年、篠宮剣）

### シリーズ一覧
1. ↑  第1クール（2016年）、第2クール（2017年）
2. ↑  SEASON1（2018年）、SEASON2第1クール（2023年）、SEASON2第2クール（2023年）
3. ↑  第3シリーズ（2020年 - 2021年）、第4シリーズ（2022年）、第5シリーズ（2024年）